# 维勒隆格
维勒隆格（法語：Villelongue，法語發音：[vil.lɔ̃ɡ]）是法国上比利牛斯省的一个市镇，位于该省西南部，属于阿热莱斯加佐斯特区。

## 地理
维勒隆格（42°57'15"N, 0°3'29"W）面积20.46 平方千米，位于法国奧克西塔尼大區上比利牛斯省，该省份为法国西南部内陆省份，北至热尔省，西接大西洋比利牛斯省，南与西班牙接壤，东临上加龙省。
与维勒隆格接壤的市镇（或旧市镇、城区）包括：博桑斯、科特雷、谢兹、皮埃尔菲特-内斯塔拉斯、塞尔、苏隆、维耶伊。
维勒隆格的时区为UTC+01:00、UTC+02:00（夏令时）。

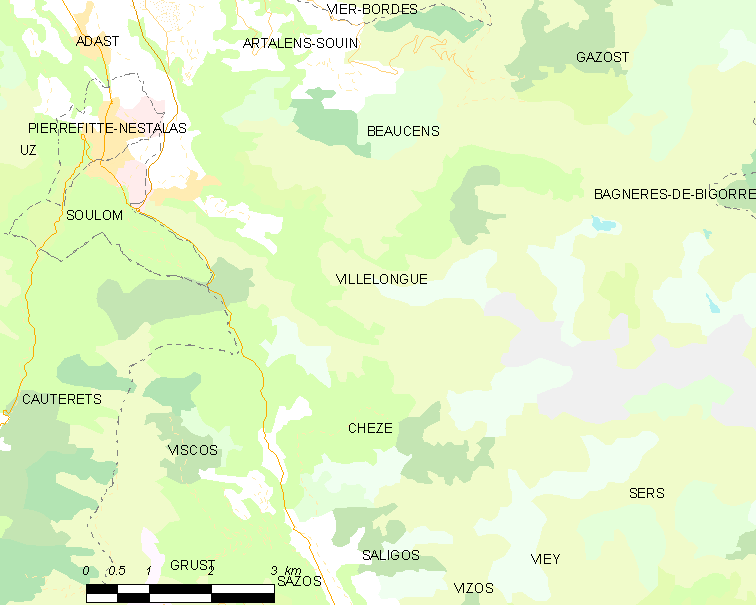
维勒隆格的OSM定位图

## 行政
维勒隆格的邮政编码为65260，INSEE市镇编码为65473。

## 政治
维勒隆格所属的省级选区为激流谷县。

## 人口

1962-2008年间维勒隆格人口变化图示

维勒隆格于2022年1月1日时的人口数量为353人。